# کیم هه این
کیم هه این (کره‌ای: 김혜인؛ زادهٔ ۱۶ ژانویه ۱۹۹۳) بازیگر اهل کره جنوبی است. او به خاطر ایفای نقش در پلی‌لیست بیمارستان (۲۰۲۰) شناخته می‌شود.

## فیلم‌شناسی

### مجموعه تلویزیونی
| سال       | عنوان                     | نقش           | توضیحات          | منابع       |
| --------- | ------------------------- | ------------- | ---------------- | ----------- |
| ۲۰۱۶      | همراهان                   | سو جی آن      |                  | [ ۲ ]       |
| ۲۰۱۷      | دراما استیج – روز پیک نیک | مین جو        |                  | [ ۳ ]       |
| ۲۰۲۰–۲۰۲۱ | پلی‌لیست بیمارستان         | میونگ اون وون | ۲ فصل            | [ ۴ ] [ ۵ ] |
| ۲۰۲۱      | او هرگز نخواهد فهمید      | کانگ سو می    |                  | [ ۶ ]       |
| ۲۰۲۱      | سلول‌های یومی              | هونگ نا ری    | مهمان (قسمت ۷–۸) |             |